# Bu Xiangzhi
Bu Xiangzhi (Qingdao, Shandong, 10 de diciembre de 1985) es un ajedrecista chino, que ostenta el título de Gran Maestro Internacional.
Está situado en el puesto 49 del mundo de acuerdo con el ranking de ELO de la FIDE de julio de 2015 con 2695 puntos, es además el jugador número 8 de China. Su más alto rating ELO fue de 2722 en septiembre de 2014, fecha en que apareció ubicado en el lugar 29º del escalafón mundial.
Bu es el 4º jugador más joven del mundo en alcanzar el título de Gran Maestro, lo consiguió a la edad de 13 años, 10 meses y 13 días.
Fue primer tablero del equipo chino en la 37ª Olimpíadas de ajedrez, disputada en 2006.
Obtuvo el título del mundial de partidas a ciegas 2007.

## Campeón de China, 2004
Fue en 2004 ganador del Campeonato de China de ajedrez.

## Subcampeón en Gibtelecom Masters, Gibraltar, 2008
Bu quedó 2ºen el torneo, perdiendo el desempate ante Hikaru Nakamura.
Bu lideró el torneo hasta la penúltima ronda. Tras empatar ambos a 8 puntos de 10 posibles, Nakamura se impuso 2-0 en las partidas del desempate.
Se celebró en Gibraltar, del 22 al 31 de enero de 2008, participaron 204 jugadores, sistema suizo a 10 rondas.